# Stegopontonia
Stegopontonia is een geslacht van kreeftachtigen uit de klasse van de Malacostraca (hogere kreeftachtigen).

## Soort
- Stegopontonia commensalis Nobili, 1906